# حوران البودي
حوران البودي قرية سورية في محافظة اللاذقية شرقي مدينة جبلة بحوالي 10كم ارتفاع 150م , التسمية اتت من الارامية من كلمة {الجذر حور } الذي يدل على البياض التي يتض في ارضها بالفعل بيضاءاللون , تشتهر حوران البودي بزراعة الزيتون وزيتها مشهور ومعروف في المنطقة وخاصة زيت الخريج وتشتهر بزراعة التبغ البلدي خاصة واشجار السنديان والريحان .